# Manon Stragier
Manon Stragier, född 12 mars 1999, är en belgisk volleybollspelare (vänsterspiker) som spelar med Asterix Avo Beveren och Belgiens landslag.
Stragier studerade vid Topsportschool Vilvoorde 2014/2015 och spelade sedan med Asterix Avo Beveren (först under namnet Asterix Kieldrecht) fram till 2017 då hon gick över till Richa Michelbeke som hon spelade med en säsong. Därefter spelade hon en säsong med VDK Gent Dames innan hon återvände till Asterix Avo Beveren som hon spelat med sedan dess. Hon har deltagit i alla EM sedan 2019.